# Robert B. Crosby
Pour les articles homonymes, voir Crosby.
Robert B. Crosby, né le 26 mars 1911 et mort le 7 juin 2000, est un homme politique républicain américain. Il est le 27ème gouverneur du Nebraska entre 1953 et 1955.

## Sources
- (en) Cet article est partiellement ou en totalité issu de l’article de Wikipédia en anglais intitulé « Robert B. Crosby » (voir la liste des auteurs).